# آکانه‌یوو
آکانه‌یوو (انگلیسی: Akaneyevo) یک شهرک در شهرستان دیورتیورلینسکی در استان باشقیرستان کشور روسیه است.